# Кодама, Мария
Мария Кодама (исп. María Kodama, 10 марта 1937, Буэнос-Айрес — 26 марта 2023, Висенте-Лопес, Буэнос-Айрес) — вдова Хорхе Луиса Борхеса, которая распоряжалась правами на его литературное наследие и руководила Международным фондом Борхеса.

## Биография
Родилась в Буэнос-Айресе в 1937 или 1945 году (данные расходятся) в смешанной семье японца и немки.

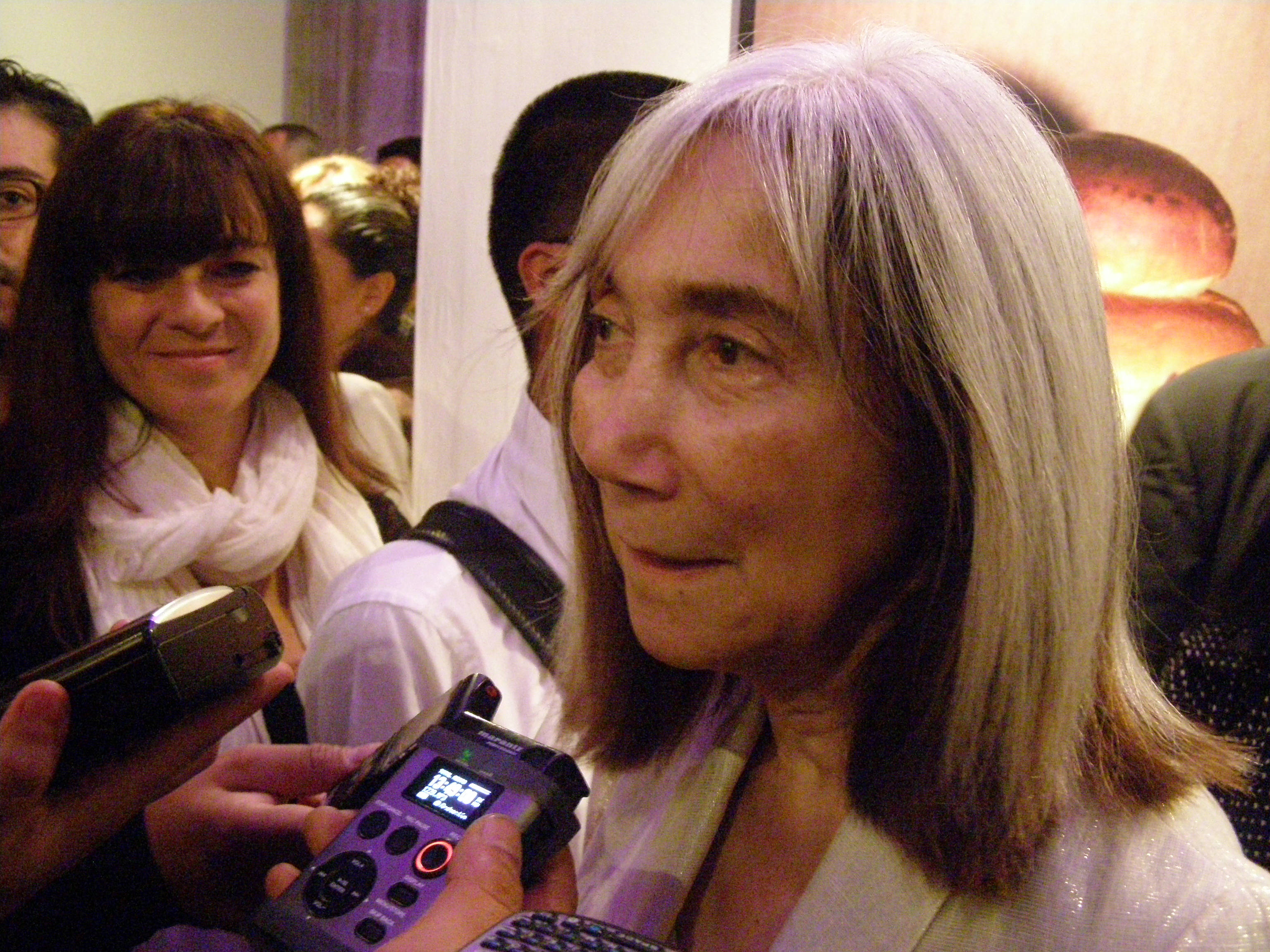
Мария Кодама и журналисты (2010)

Во время учёбы в университете слушала лекции Борхеса, стала его секретарем, помогала слепому писателю в переводах древнескандинавской литературы, прививала Борхесу интерес к японской культуре. Незадолго до смерти Борхеса в 1986 году Кодама оформила в Парагвае брак с писателем, хотя вопреки требованиям закона ни один из брачующихся не присутствовал на церемонии.
Легальность брака Кодамы и Борхеса оспаривается ввиду того, что писатель официально не оформил развод со своей предыдущей супругой Эльзой Эстете Мильян: аргентинское законодательство того времени не знало понятия развода.
Умерла в Буэнос-Айресе 26 марта 2023 года на 87-м году жизни.